# Кинореклама
Кино рекламата е вид реклама, която използва големите възможности, популярност и атрактивност на киното като медия и рекламоносител.

## Видове
Кино рекламата бива три вида:
- Реклама на екрана (on-screen) – излъчва се непосредствено преди началото на самия филм;
- Реклама извън екрана (off-screen) – това са рекламите из целия киносалон. Могат да бъдат: плакати; реклами върху кутии за пуканки; рекламни послания върху билетите; различни рекламни спотове, които се излъчват на телевизионните екрани във фоайето на салона.
- Поместване на продукт (product placement) — това са продукти, които отправят рекламно послание индиректно, като са включени в кадрите на самия филм и въздействат върху зрителите посредством героите, които използват тези артикули. Има филми, които са изцяло спонсорирани от даден продукт и в крайна сметка се превръщат повече в реклами. Типичен пример е филмът „Еволюции“, представящ шампоана „Head&Shoulders“.

## Предимства и недостатъци
Предимствата на този рекламен канал са:
- Сравнително ниски разходи;
- Относително по-високо качество на въздействие, в сравнение с телевизионната реклама (зрителите са седнали удобно в киносалона, като вниманието им е фокусирано върху прожекционния екран);
- Ненатрапчивост на кино рекламата в сравнение с други форми на реклама, някои от които се характеризират като нежелани (спам);
- Възможност за точна демографска и географска пазарна сегментация на аудиторията;
- Сравнително голяма продължителност на въздействието, без характерните за телевизията прекъсвания за реклама.

Недостатък на този вид реклама е ограничената по размер киноаудитория, както и ограниченият териоториален обхват на повечето продукции.